# Вахши ибн Харб
Вахши ибн Харб аль-Хабаши (араб. وحشي بن حرب‎) — сподвижник пророка Мухаммеда. До принятия ислама во время битвы при Ухуде убил дядю Пророка Хамзу.

## Происхождение
Вахши имел эфиопское происхождение. До принятия ислама, он был рабом одного из вождей курайшитов по имени Джубайр ибн Мутим. Славился меткостью метания копья.

## Убийство Хамзы
В битве при Бадре дядя Джубайра, Туайма пал от руки Хамзы ибн Абд аль-Мутталиба, дяди и молочного брата пророка Мухаммада. Во время битвы при Ухуде Джубайр послал Вахши, чтобы убить Хамзу, в обмен на освобождение от рабства. По другой версии, к убийству Хамзу его подстрекала Хинд бинт Утба, мстившая за смерть отца.
Сам Вахши так рассказывал об этом: «Когда мы достигли горы Ухуд и разгорелся бой, единственной моей целью был Хамза. Его нетрудно было отличить в толпе людей. Ведь на его чалме красовалось белое перо страуса — признак отваги и мужества. Через некоторое время я заметил его. Прячась то за камнем, то за деревом, пытался выбрать подходящий момент, чтобы поразить его своим копьем. Перед Хамзой предстал всадник из числа курайшитов по имени Сиба ибн Абду-ль-Узза. Когда Хамза сразил его мечом и тот упал с коня наземь, я выбрал момент и метнул копьё. Попав в живот, оно прошло насквозь. Сделав два шага в моём направлении, он упал замертво».
Через несколько лет после битвы при Ухуде, была завоёвана Мекка. Вахши ничего не оставалось делать, как скрыться в Таифе.

## Принятие ислама
Существует два повествования (риваят) о том, как Вахши принял ислам. В одном из них упоминается, что Вахши сам пришёл к пророку Мухаммаду, признав его пророческую миссию, в другом — что Пророк направил к нему послание, с призывом принять ислам. Однако, Вахши отправил обратное письмо, в котором был аят: «[И истинно верующие — это те], которые наряду со Всевышним не взывают к другим божествам и не лишают жизни душу, которую Аллах сделал запретной для убийства, кроме как имея на то право, и те, что не прелюбодействуют. Кто же совершает это, встретит возмездие за содеянное. В День Воскресения наказание удвоится ему, и будет он навечно в аду унижен». Под этим аятом Вахши написал: «Ты призываешь меня стать мусульманином, однако, я совершил все грехи, что упомянуты в этом аяте. Я жил в неверии, поклонялся идолам, прелюбодействовал и убил близкого тебе человека — твоего дядю. Разве может быть прощен такой, как я?». Пророк Мухаммад в ответ направил второе письмо со следующим аятом: «Поистине, Господь не простит придание в равные Ему других божеств. И прощает все грехи, кроме этого, тем, кому пожелает. Тот же, кто в сотоварищи Аллаху возносит другие божества — творит наивысший грех». На это послание Вахши ответил, что в этом кораническом аяте прощение не гарантировано, оно оставлено на суд и волю Аллаха. Тогда Пророк отправил третье письмо, в котором процитировал аят: "Скажи: «О рабы Мои, против самих же себя преступившие рамки дозволенного! Не теряйте надежду на милость Аллаха. Поистине, Он прощает все грехи. Воистину, Он — Прощающий, Милосердный». Только после этого, третьего письма Вахши предстал перед Пророком и присягнул ему на верность.
Несмотря на то, что Вахши стал сподвижником (сахаба), Пророк не смог забыть совершённого им преступления и однажды обратился к Вахши со словами: «Если можешь, не появляйся мне на глаза».

## Убийство Мусайлимы
После смерти Пророка, Праведный халиф Абу Бакр направил мусульманское войско во главе с Халидом ибн аль-Валидом для усмирения непокорных арабских племён Ямамы (См. Войны с вероотступниками). Во время битвы с армией Мусайлимы, Вахши пронзил копьём последнего.